# Moreira (Nelas)
Moreira é uma povoação portuguesa do Município de Nelas que foi sede da extinta Freguesia de Moreira, freguesia que tinha 3,78 km² de área e 595 habitantes (2011), e, por isso, uma densidade populacional de 157,4 hab/km².
A Freguesia de Moreira foi extinta (agregada) pela reorganização administrativa de 2012/2013, tendo o seu território sido agregado ao da Freguesia de Santar para criar a União de Freguesias de Santar e Moreira.

## Lugares
A antiga Freguesia de Moreira era composta por três lugares: 
- Moreira de Cima - onde se situa a sua sede e cabeça da freguesia
- Moreira de Baixo
- Pisão ou Quinta do Pisão; de acordo com a monografia "Concelho de Nelas – Subsídios para História da Beira", de José Pinto Loureiro, o censo de D. João III de 1527 nomeia apenas as duas localidades de Moreyra, uma, a de Cima, no concelho de Senhorim, e outra, a de Baixo, no concelho de Aguieira.

## História
Um documento de 1100 menciona já “illa eclesiam de Moreira”, quer dizer, a ermida ou capela desse lugar – e outro de 1103 refere-se à “villa” Moreira que está em território Zurara, próximo de Santar. As inquirições de 1258 citam umas vezes Moreira e Moraria, sem distinção, e outras Moreyra de Jusaa ou de Fundo, hoje Moreira de Baixo, e Moreira de Susaa, hoje Moreira de cima.
Em 1258, Moreira pertencia ao concelho de Senhorim. A documentação posterior dá, no entanto, notícia de que o lugar de Moreira de Baixo pertenceu ao pequeno concelho de Aguieira. Este concelho é, aliás, denominado Vila Nova das Amoreiras no foral de 1514, ou como se lê no translado da Torre do Tombo “villanova no termo das Moreiras de Senhorim”.
“Moreira” é a forma antiga do nome da árvore, que desde o século XV com prótese do artigo começamos dizer “amoreira”. Ainda se usa essa forma em vários sítios. Essa árvore já foi mais vulgar no país do que hoje, como comprova a sua larga representação na nomenclatura topográfica, mesmo em sítios onde hoje já não existe. Quanto ao determinativo de Jusaa, de Susaa, acima indicados, é de lembrar que, no antigo português,os adjectivos “jusão” e “susão” (cujos femininos serão jusã e susã) significavam respectivamente “que fica em situação inferior, do lado de baixo” e “superior, que fica do lado de cima”.
Em 1758, dizia-se no tombo do concelho de Aguieira, que o lugar se chamava Moreira do fundo, de Baixo ou de Jusã. Os seus moradores pagavam ao Comendador da Ordem de Cristo, em Pinheiro de Ázere, uma parte do milho, do vinho, do linho e do trigo que cultivavam. Quanto a Moreira de Cima, o censo de 1527 dá-o como um lugar do concelho de Senhorim.
Ambos parecem ter percorrido toda a Idade Média ligados à paróquia de Santar, que já em meados do século XIII consta como pertencendo também ao julgado ou terra de Senhorim. No entanto, num documento de 1103 Moreira aparece como autónoma, o que indicia que era uma paróquia independente. Em 1110, um presbítero Mendo nos aparece a doar à Sé de Coimbra as igrejas de Santar e Moreira, cuja posse declarava ter, pelo facto de as ter povoado (as paróquias) e construído (as igrejas) debaixo do direito de “apresúria”. A ser assim, a freguesia tem o seu impulso inicial demográfico no povoamento da reconquista do século XI sob a orientação do Conde Sisnando.
Motivo de orgulho para os habitantes desta freguesia, é o nascimento em Moreira de Baixo de Manuel Pires de Azevedo Loureiro e António Pires de Azevedo Loureiro, figuras que se destacaram eclesiasticamente, tendo ambos sido bispos de Beja e estiveram envolvidos no cisma religioso de 1832-1842.

## População
| População da freguesia de Moreira | População da freguesia de Moreira | População da freguesia de Moreira | População da freguesia de Moreira | População da freguesia de Moreira | População da freguesia de Moreira | População da freguesia de Moreira | População da freguesia de Moreira | População da freguesia de Moreira | População da freguesia de Moreira | População da freguesia de Moreira | População da freguesia de Moreira | População da freguesia de Moreira | População da freguesia de Moreira | População da freguesia de Moreira |
| --------------------------------- | --------------------------------- | --------------------------------- | --------------------------------- | --------------------------------- | --------------------------------- | --------------------------------- | --------------------------------- | --------------------------------- | --------------------------------- | --------------------------------- | --------------------------------- | --------------------------------- | --------------------------------- | --------------------------------- |
| 1864                              | 1878                              | 1890                              | 1900                              | 1911                              | 1920                              | 1930                              | 1940                              | 1950                              | 1960                              | 1970                              | 1981                              | 1991                              | 2001                              | 2011                              |
|                                   |                                   |                                   |                                   |                                   |                                   |                                   |                                   |                                   |                                   |                                   |                                   | 908                               | 707                               | 595                               |

Criada pela Lei n.º 29/86,  de 23 de Agosto, com lugares desanexados da freguesia de Santar
| Distribuição da População por Grupos Etários | Distribuição da População por Grupos Etários | Distribuição da População por Grupos Etários | Distribuição da População por Grupos Etários | Distribuição da População por Grupos Etários | Distribuição da População por Grupos Etários | Distribuição da População por Grupos Etários | Distribuição da População por Grupos Etários | Distribuição da População por Grupos Etários | Distribuição da População por Grupos Etários |
| -------------------------------------------- | -------------------------------------------- | -------------------------------------------- | -------------------------------------------- | -------------------------------------------- | -------------------------------------------- | -------------------------------------------- | -------------------------------------------- | -------------------------------------------- | -------------------------------------------- |
| Ano                                          | 0-14 Anos                                    | 15-24 Anos                                   | 25-64 Anos                                   | > 65 Anos                                    |                                              | 0-14 Anos                                    | 15-24 Anos                                   | 25-64 Anos                                   | > 65 Anos                                    |
| 2001                                         | 71                                           | 105                                          | 343                                          | 188                                          |                                              | 10,0%                                        | 14,9%                                        | 48,5%                                        | 26,6%                                        |
| 2011                                         | 51                                           | 50                                           | 281                                          | 213                                          |                                              | 8,6%                                         | 8,4%                                         | 47,2%                                        | 35,8%                                        |

Média do País no censo de 2001:  0/14 Anos-16,0%; 15/24 Anos-14,3%; 25/64 Anos-53,4%; 65 e mais Anos-16,4%
Média do País no censo de 2011:   0/14 Anos-14,9%; 15/24 Anos-10,9%; 25/64 Anos-55,2%; 65 e mais Anos-19,0%

## Actividades económicas
- Agricultura

## Festas e romarias
- Divinas Cinco Chagas (7 de Fevereiro);
- Santo António (13 de Junho);
- Festas Do Rio (Junho ou Julho);
- Nossa Senhora dos Remédios (último domingo de Agosto) - Pisão;
- Nossa Senhora de Fátima (13 de Outubro);
- São Silvestre (31 de Dezembro).

## Património cultural edificado
- Igreja Matriz
- Cruzeiro de Moreira de Cima